# Müller (Adelsgeschlecht)

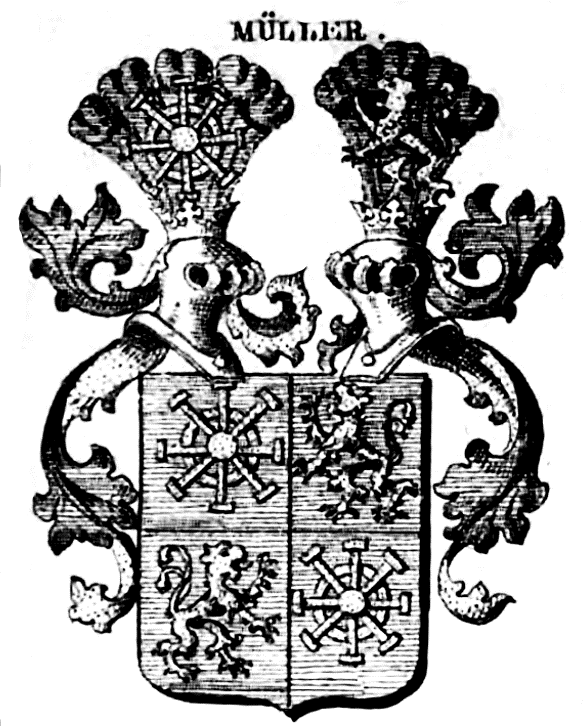
Wappen der Freiherren von Müller

Müller war der Name eines bayerischen Adelsgeschlechts.

## Geschichte
Die Freiherren von Müller stammten vom Hofkammer-Direktor zu Neuburg an der Donau, Nikolaus von Müller, ab. Dieser wurde am 28. September 1661 von Herzog Philipp Wilhelm von der Pfalz in den Freiherrenstand erhoben und mit den Gütern Giglberg und Feldmühle bei Rennertshofen belehnt. Zuvor waren die beiden Bauerngüter mit dem Hofmarksrecht begnadigt worden. 
Bis ins Jahr 1848 lebten die Freiherren von Müller auf Giglberg.

## Wappen
Blasonierung: Geviert von Blau und Blau. In Feld 1 und 4 ein goldenes Mühlrad. In Feld 2 und 3 ein goldener Löwe, einwärtsspringend. Zwei gekrönte Helme, jeder mit einem Busch von fünf blauen Pfauenfedern, rechts mit dem Mühlrad belegt, links mit dem Löwen. Die Helmdecken sind blau-golden.